# Velocidade da luz
A velocidade da luz no vácuo, simbolizada pela letra {\displaystyle c}, é, por definição, igual a 299 792 458 metros por segundo. O símbolo {\displaystyle c} origina-se do latim celeritas, que significa velocidade ou rapidez. A velocidade da luz em um meio material transparente, tal como o vidro ou o ar, é menor que c, sendo a fração função do índice de refração do meio.

## Valor numérico, notação e unidades
A velocidade da luz no vácuo é geralmente denotada por {\displaystyle c}, de "constante" ou da palavra latina celeritas (que significa "rapidez"). Originalmente, era usado o símbolo V, introduzido por James Clerk Maxwell em 1865. Em 1856, Wilhelm Eduard Weber e Rudolf Kohlrausch usaram c para uma constante, que mais tarde mostrou-se que era igual a √2 vezes a velocidade da luz no vácuo. Em 1894, Paul Drude redefiniu {\displaystyle c} para o seu significado moderno. Einstein usou V em seus artigos originais em alemão, Annus Mirabilis papers, sobre a relatividade restrita em 1905, mas em 1907 ele mudou para {\displaystyle c}, que então tinha se tornado o símbolo padrão.
Às vezes {\displaystyle c} é usado para a velocidade de ondas em qualquer meio material, e c0 para a velocidade da luz no vácuo. Esta notação com índice, que é endossada na literatura oficial SI, tem a mesma forma que outras constantes relacionadas: nomeadamente, μ0 para a permeabilidade do vácuo ou constante magnética, ε0 para a permissividade do vácuo ou constante elétrica, e Z0 para a impedância do vácuo.
No Sistema Internacional de Unidades (SI), o metro é definido como a distância que a luz percorre no vácuo em 1⁄299792458 de um segundo. Essa definição fixa a velocidade da luz no vácuo em exatamente 299 792 458 m/s. Como uma constante física dimensional, o valor numérico de c é diferente para sistemas de unidades diferentes. Em ramos da física em que c aparece frequentemente, como na relatividade, é comum usar sistemas de unidades naturais de medida em que c = 1. Usando essas unidades, c não aparece explicitamente porque multiplicação ou divisão por 1 não afeta o resultado.

## Papel fundamental na física
A velocidade a que as ondas de luz se propagam no vácuo é independente tanto do movimento da fonte de onda quanto do referencial inercial do observador, de modo que a velocidade da luz emitida por uma fonte em alta velocidade é a mesma que a de outra fonte estacionária. No entanto, a frequência da luz (que define a cor) e a energia podem depender do movimento da fonte em relação ao observador, devido ao efeito Doppler relativístico.

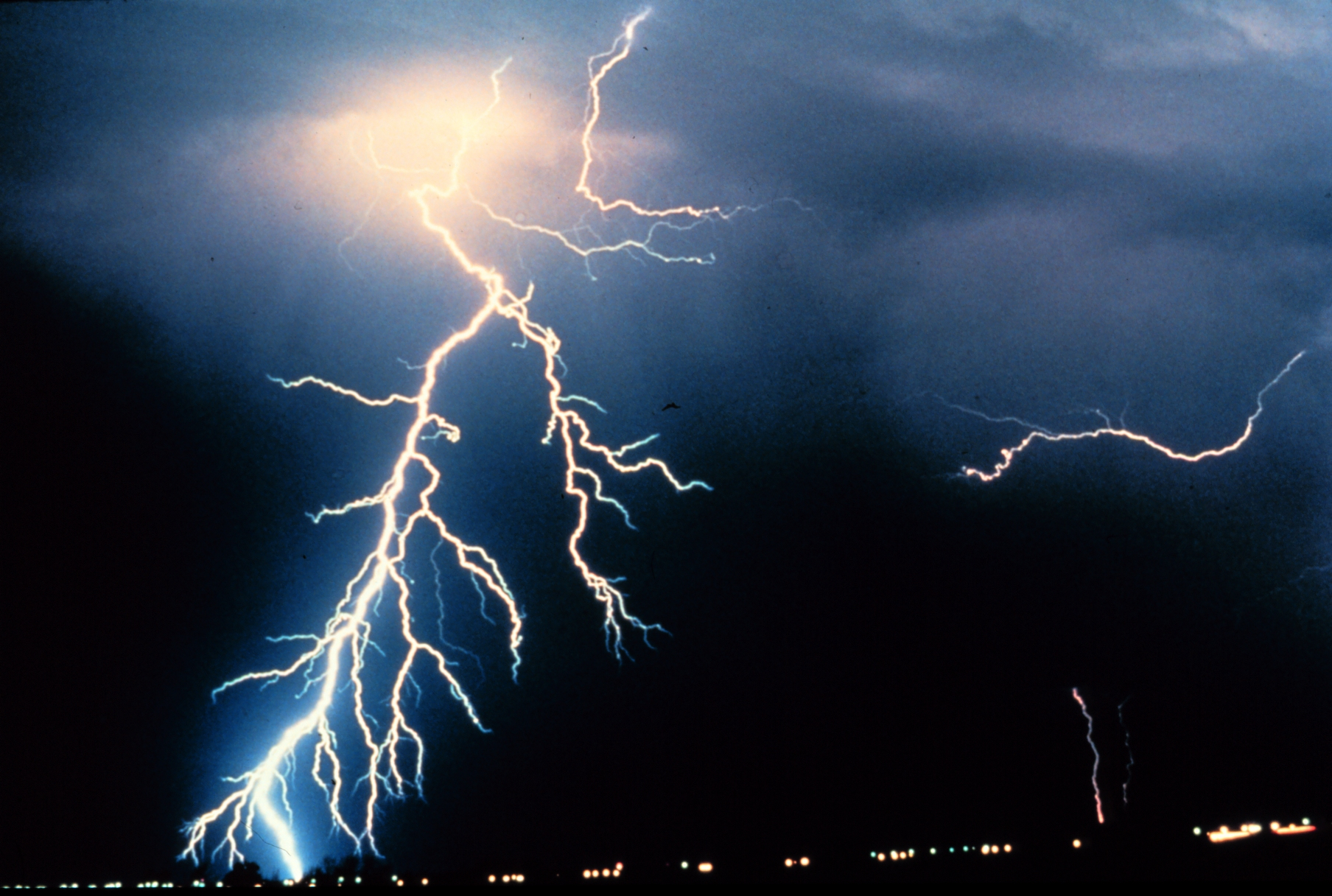
Os raios demonstram a diferença entre a velocidade da luz e a velocidade do som: primeiro vem a luz (relâmpago) e depois o som (trovão).

Todos os observadores que medem a velocidade da luz no vácuo chegam ao mesmo resultado. Essa invariância da velocidade da luz foi postulada por Einstein em 1905, motivado pela teoria de Maxwell do eletromagnetismo e a falta de evidências para suportar a hipótese de um éter luminífero; e desde então tem sido consistentemente confirmada por diversos experimentos.
Quando se usa o termo 'velocidade da luz', por vezes é necessário fazer a distinção entre a velocidade só de ida e a velocidade de ida e volta. A velocidade de ida da luz do emissor até o receptor, não pode ser medida independentemente da convenção de como sincronizar os relógios do emissor e do receptor. No entanto, o que pode ser medido experimentalmente é a velocidade aproximada durante o percurso total (ou a velocidade no percurso de ida e volta) do emissor para o receptor e o retorno ao emissor. Albert Einstein formulou uma  convenção de sincronismo, determinando que a velocidade de ida seja igual à velocidade de ida e volta. A uniformidade da velocidade unidirecional em qualquer estrutura inercial dada, é a base de sua teoria especial da relatividade, embora todas as previsões experimentalmente verificáveis dessa teoria não dependam dessa convenção.
A teoria especial da relatividade explora as consequências dessa invariância de c com a suposição de que as leis da física são as mesmas em todos os referenciais inerciais. Uma consequência é que c é a velocidade a que todas as partículas sem massa e toda radiação eletromagnética, incluindo a luz visível, se propaga no vácuo. É também a velocidade de propagação da atração gravitacional, na teoria geral da relatividade.
Distâncias astronômicas são frequentemente medidas em anos-luz, que é a distância que a luz percorre em um ano solar, aproximadamente 9,46×1012 quilômetros.

## Interação com materiais transparentes

Representação esquemática da refração da luz

Passando por materiais transparentes, a velocidade da luz é reduzida a uma fração de seu valor no vácuo, sendo esse seu índice de refração, uma característica do material. No ar, a velocidade é pouco menor que c, enquanto materiais mais densos como água ou vidro podem reduzir a velocidade da luz para 70 a 60% de c. Fibras ópticas, muito utilizadas em telecomunicações, normalmente reduzem 30% da velocidade. Essa redução também é responsável pelo fenômeno da refração, quando a luz passa de um material para outro.
Como a velocidade depende do índice de refração, e este depende da frequência da luz, tem-se que a luz em diferentes frequências viaja a diferentes velocidades no mesmo material. Isto pode causar distorções das ondas eletromagnéticas chamadas de dispersão. Deve-se notar que ao voltar de um meio físico para o vácuo, a luz reassume a velocidade c sem receber nenhuma energia.

## Desacelerando a luz
Certos materiais especiais, como o condensado de Bose-Einstein, têm um índice de refração altíssimo, reduzindo a velocidade da luz a meros 17 metros por segundo. Em um experimento em 2001, a equipe da cientista Lene Hau conseguiu mesmo pará-la por instantes.

## História
Desde a antiguidade clássica, vários filósofos especularam sobre a velocidade da luz. Empédocles, Aristóteles e Heron na Grécia e os árabes Avicena e Alhazen deixaram, também, suas opiniões. Johannes Kepler, Francis Bacon e René Descartes, na Europa, também citaram o assunto. 
Isaac Beeckman, em 1629 realizou um experimento envolvia a detonação de pólvora. Beeckman colocou espelhos a várias distâncias da explosão e perguntou a observadores se eles conseguiam ver quaisquer diferenças no flash de luz refletido em cada espelho que seus olhos alcançassem. O experimento foi “inconclusivo”.
Galileu Galilei propôs um experimento em 1638, realizado em Florença no ano de 1667, que fracassou. Seu experimento envolvia colocar duas lanternas a uma milha de distância e tentar ver se havia qualquer atraso perceptível entre as duas; os resultados foram inconclusivos. A primeira técnica de medição foi acidentalmente descoberta em 7 de dezembro de 1676 pelo astrônomo dinamarquês Ole Rømer. Enquanto observava Júpiter e seu satélite Io, notou que havia um atraso, o que o levou a comentar num congresso de astronomia que a velocidade da luz poderia ser muito alta. Suas medições, combinadas com outras de Christiaan Huygens, chegaram a um valor abaixo do valor real mas muito mais alto do que o de qualquer fenômeno conhecido então. Rømer notou que o tempo entre os eclipses podia variar ao longo do ano. Curioso com isso, Rømer começou a tomar cuidadosas notas sobre o tempo que a lua Io entraria em seu campo de visão e como ela se correlacionava ao tempo em que era normalmente esperada. Depois de um tempo, Rømer notou que na medida em que a Terra orbitava o Sol e se afastava de Júpiter, o tempo que Io levava para poder ser visto era maior que o esperado segundo suas anotações. Rømer teorizou (corretamente) que isso ocorria porque a luz refletida de Io não viajava instantaneamente. Rømer foi capaz de concluir que levava cerca de 22 minutos para a luz atravessar o diâmetro da órbita da Terra ao redor do Sol. Mais tarde, Christiaan Huygens converteu isso para números, mostrando que pelas estimativas de Rømer, a luz viajava a cerca de 220 mil km/s. Em 9 de novembro de 1676, Rømer previu que o eclipse de Io aconteceria com 10 minutos de atraso deixando a comunidade científica impressionada. Os cálculos de Rømer só não chegaram ao valor real porque os diâmetros das órbitas da Terra e de Júpiter comumente aceitos estavam errados na época. Ficou sendo assim o primeiro cientista a provar que a luz não tinha velocidade infinita dando um valor razoavelmente próximo do real.
Newton, em seu livro Opticks, aceita um valor quase igual ao de Rømer. Foram, no entanto, as observações de James Bradley, em 1728, que elucidaram a questão, calculando a velocidade num valor apenas um pouco menor que o aceito atualmente. Léon Foucault, usando a roda de medir a velocidade da luz inventada por Fizeau, publicou uma aproximação melhor, e finalmente, em 1926, Albert Michelson, do observatório Monte Wilson, publicou um valor preciso.

## Eletromagnetismo
Ao resolver as equações de Maxwell no vácuo e sem fontes de campo é possível obter a velocidade de uma onda eletromagnética. Segue o procedimento:
{\displaystyle \nabla \cdot \mathbf {E} =0}
{\displaystyle \nabla \cdot \mathbf {B} =0}
{\displaystyle \nabla \times \mathbf {E} =-{\frac {\partial \mathbf {B} }{\partial t}}}
{\displaystyle \nabla \times \mathbf {B} =\mu _{0}\varepsilon _{0}{\frac {\partial \mathbf {E} }{\partial t}}}
Estas equações têm uma solução simples em termos de ondas progressivas planas senoidais, com as direções dos campos elétricos e magnéticos ortogonais um ao outro e à direção do deslocamento, e com os dois campos em fase:
{\displaystyle \nabla \times \nabla \times \mathbf {E} =\nabla (\nabla \cdot \mathbf {E} )-\nabla ^{2}\mathbf {E} =\nabla \times \left(-{\frac {\partial \mathbf {B} }{\partial t}}\right)=-{\frac {\partial (\nabla \times \mathbf {B} )}{\partial t}}}
{\displaystyle \nabla \times \nabla \times \mathbf {B} =\nabla (\nabla \cdot \mathbf {B} )-\nabla ^{2}\mathbf {B} =\nabla \times \left(\mu _{0}\varepsilon _{0}{\frac {\partial \mathbf {E} }{\partial t}}\right)=\mu _{0}\varepsilon _{0}{\frac {\partial \nabla \times \mathbf {E} }{\partial t}}}
Mas:
{\displaystyle 0-\nabla ^{2}\mathbf {E} =-{\frac {\partial }{\partial t}}\left(\mu _{0}\varepsilon _{0}{\frac {\partial \mathbf {E} }{\partial t}}\right)}
{\displaystyle 0-\nabla ^{2}\mathbf {B} =\mu _{0}\varepsilon _{0}{\frac {\partial }{\partial t}}\left(-{\frac {\partial \mathbf {B} }{\partial t}}\right)}
O que permite obter a equação da onda eletromagnética:
{\displaystyle \nabla ^{2}\mathbf {E} =\mu _{0}\varepsilon _{0}{\partial ^{2}\mathbf {E}  \over \partial t^{2}}}
{\displaystyle \nabla ^{2}\mathbf {B} =\mu _{0}\varepsilon _{0}{\partial ^{2}\mathbf {B}  \over \partial t^{2}}}
De onde se obtém a velocidade da onda eletromagnética (c):
{\displaystyle c={\frac {1}{\sqrt {\mu _{0}\varepsilon _{0}}}}}
Em 1865 Maxwell escreveu:
Esta velocidade é tão próxima da velocidade da luz que parece que temos fortes motivos para concluir que a luz em si (incluindo calor radiante, e outras radiações do tipo) é uma perturbação eletromagnética na forma de ondas propagadas através do campo eletromagnético de acordo com as leis eletromagnéticas.